# Sander Depovere
Sander Depovere (8 januari 1995) is een Belgisch volleyballer.

## Levensloop
Depovere begon op zesjarige leeftijd te volleyballen bij Knack Roeselare. Na zijn studies aan de Topsportschool Vilvoorde ging hij aan de slag Topvolley Antwerpen, waarmee hij in 2014 de Beker van België won. Vervolgens kwam hij uit voor Volley Menen. In 2017 keerde Depovere terug naar Roeselare. Met zijn jeugdclub werd hij vervolgens  viermaal landskampioen (2021, 2022 , 2023 en 2024) en won hij zesmaal de Beker van België (2018, 2019, 2020, 2021 , 2023 en 2024). Ook won hij met Roeselare viermaal de Supercup en bereikte hij in 2023 de finale van de CEV Cup.
Daarnaast was hij actief bij het Belgisch volleybalteam. Met de Red Dragons nam hij onder meer deel aan het Europese Spelen van 2015.